# 暑邪
暑邪是中医学上对一类外界环境致病因素的称呼，为六淫之一。暑邪属阳邪。感受暑邪，多见身热、多汗、头晕、精神疲倦、心烦口渴等症状。如果暑热较重，内扰心神，还可能出现神志昏迷。暑邪容易耗气伤阴。